# Classic Diamonds with The London Symphony Orchestra
Classic Diamonds with The London Symphony Orchestra es un álbum de estudio del cantante y compositor estadounidense Neil Diamond. Publicado el 23 de noviembre de 2020 y grabado en los estudios Abbey Road y en el estudio personal de Diamond en Los Ángeles, presenta una colaboración del músico con la Orquesta Sinfónica de Londres. Contó con la producción de Walter Afanasieff y la conducción orquestal de William Ross, ambos ganadores del Premio Grammy. El cantautor estadounidense Stevie Wonder interpretó la armónica en la canción "September Morn".

## Lista de canciones
1. "Beautiful Noise"
2. "I Am... I Said"
3. "I'm A Believer"
4. "Song Sung Blue"
5. "September Morn"
6. "America"
7. "Holly Holy"
8. "You Don't Bring Me Flowers"
9. "Play Me"
10. "Love On The Rocks"
11. "Heartlight"
12. "I've Been This Way Before"
13. "Sweet Caroline"

Fuente: